# Vlaamse Solidaire Vakbond
Le Vlaamse Solidaire Vakbond (VSV) (en français, littéralement Syndicat solidaire flamand) est un syndicat belge nationaliste flamand d'extrême-droite.
Cette association à pour origine la cellule syndicale (Vakbondscel) du parti d'extrême droite Vlaams Belang, menée par Marie-Rose Morel et Rob Verreycken, qui en fut le premier président. Le syndicat est indépendant des partis politiques et compte des membres de la N-VA dans son conseil administration.
L'organisation fut fondée le 11 juillet 2011.
Ce syndicat ne peut pas prendre part aux élections sociales belges car il ne représente pas un minimum de 50000 membres. Il a essayé de contourner la loi en se faisant passer pour une section flamande du syndicat anglais Solidarity (lié au Parti national britannique),. Le mouvement intenta, en 2012, deux procès pour discrimination parce que deux de ses candidats furent empêchés de participer aux élections sociales par leur employeur sous prétexte qu'ils n'appartenaient pas à un des 3 syndicats reconnus .

## Membres notoires
- Wim De Winter
- Rob Verreycken[6]

## Source
- (nl) Cet article est partiellement ou en totalité issu de l’article de Wikipédia en néerlandais intitulé « Vlaamse Solidaire Vakbond » (voir la liste des auteurs).